# Mac and Bob
Mac and Bob war ein US-amerikanisches Old-Time-Duo. Die beiden blinden Musiker wurden vor allem durch ihre Auftritte im WLS National Barn Dance bekannt.

## Karriere
Lester „Mac“ McFarland (* 1902 in Oliver Springs, Tennessee) und Robert „Bob“ Gardner (* 1897 in Gray, Kentucky) trafen sich zum ersten Mal 1915, als beide in der „Kentucky School for the Blind“ Musik studierten. McFarland spielte unter anderem Klavier, Gitarre sowie Mandoline und arbeitete später als Musiklehrer. Gardner verdiente seinen Lebensunterhalt als Klavierstimmer.
Um 1922 begannen McFarland und Gardner in Schulen, auf Ausstellungen und beim Keith Vaudeville Circuit aufzutreten. Hierbei spielte McFarland Mandoline und sang im Tenor während Gardner ihn auf der Gitarre begleitete und Leadgesang übernahm. 1925 hatten sie ihre ersten Auftritte im Programm des Radiosenders WNOX in Knoxville, Tennessee. Ein lokaler Talentscout entdeckte das Duo bei einem ihrer Auftritte und lud sie im Oktober 1926 zu Aufnahmen nach New York für Brunswick Records ein. Ihr aufgenommenes Material bestand aus Titeln wie When the Roses Bloom Again (ihr größter Hit), ‘Tis Sweet to Be Remembered, Twenty-One Years, The East Bound Train oder The Bright Sherman Valley, das eine Version des Hits Red River Valley war.
Dabei stellte ihr Repertoire eines der weiter gefächerten in der Old-Time Music dar. Ihre Songs klangen nicht so ländlich wie die anderer Old-Time-Musiker, sondern hatten einfach eine rustikale Weise, die anderen Folk-Musikern wie Buell Kazee und den McCravy Brothers gleichkam. 1931 verließen Mac und Bob WNOX, um in Chicago bei WLS aufzutreten. Schnell wurden sie gefragte Gäste im Live-Programm des Senders, dem National Barn Dance. Gleichzeitig nahmen sie in den 1930er-Jahren weiterhin Platten für die American Record Corporation auf.
In den 1940er-Jahren begann ihre Popularität zu schwinden und 1950 traten sie das letzte Mal im National Barn Dance auf. Mac hatte mit seiner Frau Ruby drei Kinder, Carol Gay, Mac und Larry. Bob war mit Francis verheiratet. Lester McFarland starb 1984.

## Diskografie
| Jahr              | Titel                                                                    | Anmerkungen |
| ----------------- | ------------------------------------------------------------------------ | ----------- |
| Brunswick Records |                                                                          |             |
| 1927              | The Bright Sherman Valley / The East Bound Train                         |             |
| Conqueror Records |                                                                          |             |
|                   | Does True Love Live Today? / Two Little Girls Loved One Little Boy       |             |
|                   | She’s More to Be Pitied Than Censured / ‘Tis Sweet to Be Remembered      |             |
|                   | That Silver Haired Daddy of Mine / When I Was a Boy from the Mountains   |             |
|                   | When the Roses Bloom Again / What Does the Deep Sea Say?                 |             |
|                   | Where the River Shannon Flows / My Wild Irish Rose                       |             |
|                   | Three Leaves of Shamrock / Diamonds and Roses                            |             |
|                   | When It’s Lamp-Lightin’ Time in the Valley / I Told the Stars About You  |             |
|                   | Just a Kerosene Lamp / Paint a Rode on the Garden Wall                   |             |
|                   | Keep a Light in Your Window Tonight / Please Let Me Broadcast to Heaven  |             |
|                   | Under the Old Umbrella / When the Candle Lights Are Gleaming             |             |
|                   | What a Friend We Have in Mother / There Must Be a Bright Tomorrow        |             |
|                   | Down the Lane of Memory / Under the Old Sierra Moon                      |             |
|                   | Take Up Thy Cross / I Heard My Mother Call My Name in Prayers            |             |
|                   | He Left the One Who Loved Him for Another / I’ve Nothing to Live for Now |             |
| Vocalion Records  |                                                                          |             |
|                   | ? / Clover Blossoms                                                      |             |